# Rui Duarte de Barros
Rui Duarte de Barros   (Guinea Bissau, 18 de febrer de 1960) és un economista i polític de Guinea Bissau que va ocupar el càrrec de primer ministre de transició des del 16 de maig de 2012 fins al 4 de juliol de 2014.
Rui Duarte va ser ministre d'Economia i Finances en 2002 i abans de ser nomenat primer ministre treballava en la Unió Econòmica i Monetària de l'Àfrica Occidental. Políticament se'l considera proper al Partit de Renovació Social de l'ex-president Kumba Ialá.

## Primer ministre
El va nomenar per al càrrec el president Manuel Serifo Nhamadjo, que també ocupa la presidència de forma interina després del cop d'estat d'abril de 2012. El seu nomenament es va realitzar en el marc de transició creada per la mediació de la Comunitat Econòmica dels Estats de l'Àfrica Occidental, perquè se celebrin eleccions en el termini d'un any. El president electe deposat, Carlos Gomes Júnior, va rebutjar la formació del govern en considerar-ho il·legítim. Després de les eleccions generals de 2014 va abandonar el govern. El va substituir Domingos Simões Pereira.